# Baron Dunsandle and Clanconal

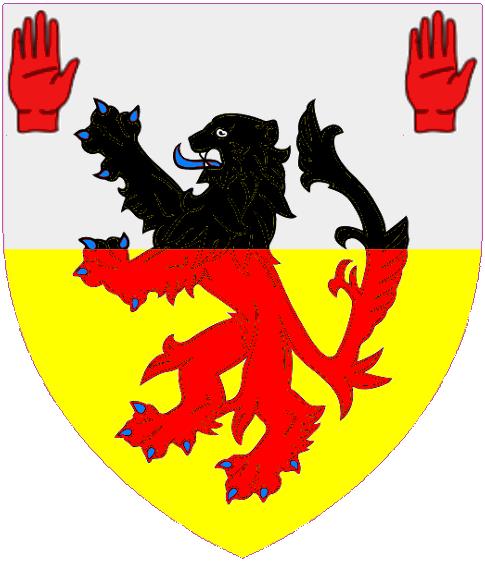
Wappen der Barone Dunsandle and Clanconal

Baron Dunsandle and Clanconal, of Dunsandle in the County of Galway, war ein erblicher britischer Adelstitel in der Peerage of Ireland.

## Verleihung und Erlöschen
Der Titel wurde am 6. Juni 1845 für den ehemaligen britischen Unterhausabgeordneten James Daly geschaffen.
Der Titel erlosch beim Tod von dessen unverheiratetem und kinderlosem Enkel, dem 4. Baron, am 25. November 1911, der zwischen 1874 und 1880 der Assistant Private Secretary des britischen Premierministers Benjamin Disraeli war.

## Liste der Barone Dunsandle and Clanconal (1845)
- James Daly, 1. Baron Dunsandle and Clanconal (1782–1847)
- Denis Daly, 2. Baron Dunsandle and Clanconal (1810–1893)
- Skeffington Daly, 3. Baron Dunsandle and Clanconal (1811–1894)
- James Daly, 4. Baron Dunsandle and Clanconal (1849–1911)